# 18e cérémonie des Africa Movie Academy Awards
La cérémonie de remise des prix de l'African Movie Academy Awards 2022 s'est tenue le dimanche 30 octobre 2022 au Jewel Aeida de Lagos au Nigeria.

## Récompenses
| Best Film                                      | Best Director                                |
| ---------------------------------------------- | -------------------------------------------- |
| - Vuta N'Kuvute (Tanzanie)                     | - Vusi'Africa Sindane, Surviving Gaza        |
| Best Actor in a Leading Role                   | Best Actress in a Leading Role               |
| - Eugene Boateng, Borga                        | - Ikhlas Gafur Vora, Vuta N'Kuvute           |
| Best Actor in a Supporting Role                | Best Actress in a Supporting Role            |
| - Adjetey Annang, Borga                        | - Ijeoma Grace Agu, Swallow                  |
| Achievement in Costume Design                  | Achievement in Makeup                        |
| - Underbelly (Nigeria)                         | - Angeliena (Afrique du Sud)                 |
| Achievement in Cinematography                  | Achievement in Production Design             |
| - Tembele (Ouganda)                            | - Underbelly (Nigeria)                       |
| Achievement in Editing                         | Achievement in Screenplay                    |
| - Jolly Roger (Nigeria)                        | - Borga (Ghana)                              |
| Best Film in An African Language               | Best Nigerian Film                           |
| - Vuta N'Kuvute (Tanzanie)                     | - Man of God                                 |
| Best Short Film                                | Best Animation                               |
| - Astel – Sénégal                              | - No Way Out – Ouganda                       |
| Best Documentary                               | Best Film by an African Living Abroad        |
| - No U-Turn - Nigeria                          | - Here Love Lies – Tope Oshin (Nigeria)      |
| Best Diaspora Short Film                       | Best Diaspora Documentary                    |
| - Contraband (USA)                             | - The Rumba King (Pérou)                     |
| Best Diaspora Feature                          | Best Soundtrack                              |
| - Remember Me: The Mahalia Jackson Story (USA) | - Vuta N'Kuvute (Tanzanie)                   |
| Best Visual Effects                            | Best Sound                                   |
| - Surviving Gaza (Afrique du Sud)              | - Surviving Gaza (Afrique du Sud)            |
| Most Promising Actor                           | Best First Feature Film by a Director        |
| - Amina Mohamed – Ayaanle                      | - Ogo Okpue – A Song from the Dark (Nigeria) |